# Tione degli Abruzzi
Tione degli Abruzzi (U Tionë in abruzzese) è un comune italiano di 251 abitanti della provincia dell'Aquila in Abruzzo. Fa parte della Comunità montana Sirentina.

## Storia

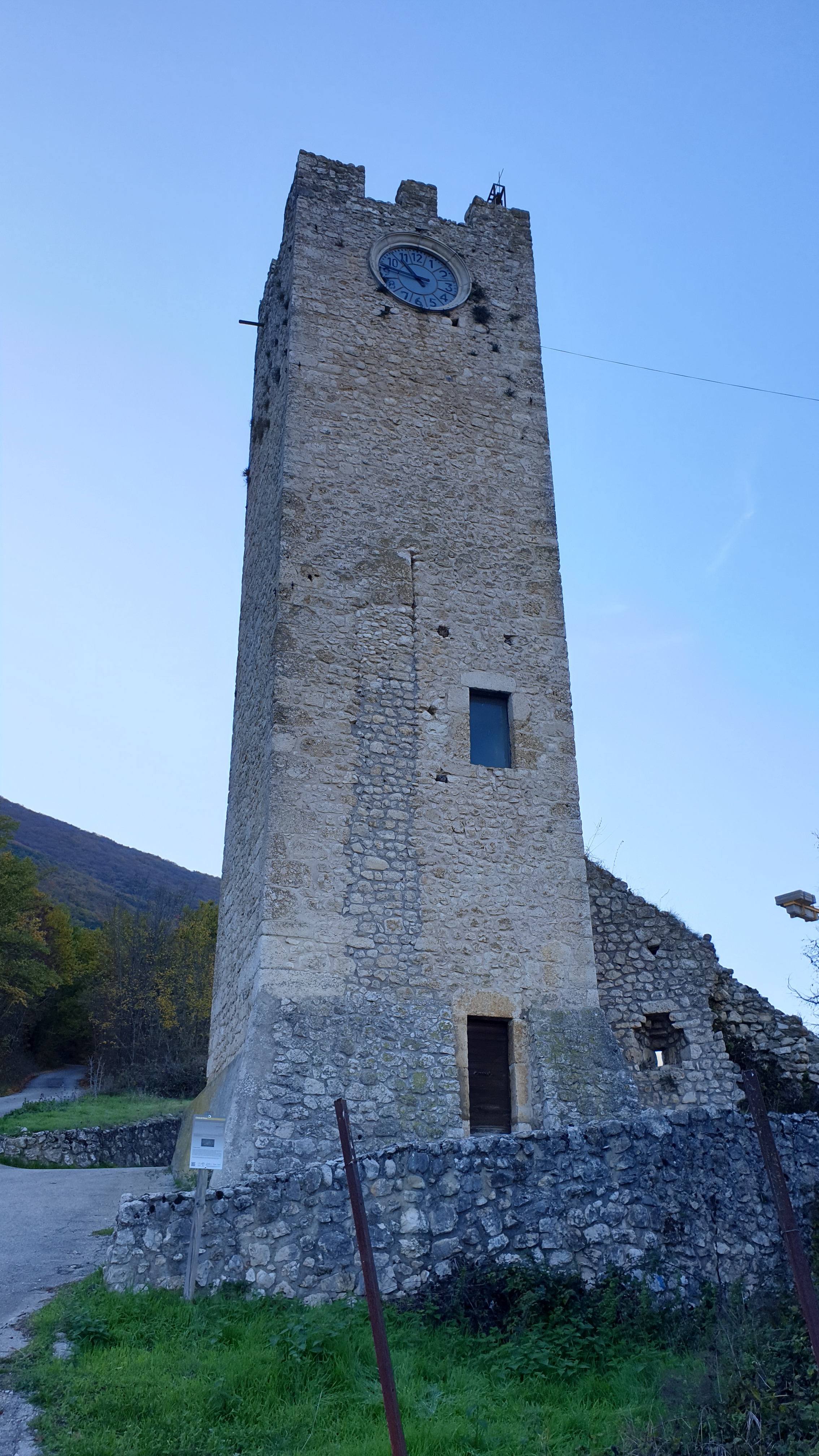
Torre di Tione

Reperti archeologici sono stati trovati in zona Santa Maria del Ponte, ossia un recinto fortificato sopra il Colle Rischia, a testimonianza dell'antropizzazione del territorio sin dall'età italica, con la popolazione dei Vestini. Nel Medioevo i borghi circostanti si riunirono in un castello principale, quello di Tione, mentre sorgevano i villaggi di Goriano Valli, Pagliare e Santa Maria del Ponte. Nel 1209 è documentata la collegiata di Santa Maria del Ponte, in un documento di tassazione del 1269 Tione è citata nel catasto di Carlo I d'Angiò.
Tione insieme a Goriano partecipò alla fondazione di Aquila nel 1254, come testimoniano le Cronache aquilane di Buccio di Ranallo, contribuendo a fondare il quartiere di San Giorgio, e presso le mura a est esiste ancora l'accesso di Porta Tione, per chi venisse dall'alto Aterno. Nel 1349 Tione, che fino allora ricadeva nella diocesi di Valva (Corfinio), viene aggregata a quella dell'Aquila per volontà di papa Clemente VII; con atto notarile del 15 marzo 1393 è disposta la costruzione del Castello «con mura, fossati, torri guardie e fortilizi» in località San Nicola. Nel 1498 l'abitato è in lotta con Rocca di mezzo e l'infeudazione voluta da Filippo di Chalon, Principe d'Orange, è concessa a Luigi di Benagalzer, nel 1529. Tione in possesso di Giovan Giuseppe Cantelmo, Duca di Popoli (1560), è venduto dalla Regia Corte a Muzio Rivera dell'Aquila, che nel 1572 divenne barone del castello. A costui succedette nel 1578 il figlio maggiore Luca Antonio; nel 1587 Tione fu ceduta a Ortenzio del Pezzo, nel 1669 appartenne a Clemente Sannerio, duca di San Demetrio ne' Vestini, e infine appartenne ai Quinzi ed ai Cocco, fino al 1806.
Il borgo accanto di Santa Maria del Ponte divenne frazione sin dal 1294, nel 1529 fu concessa a Ferdinando Figueroa, poi a Pietro di Pietropaolo,ai Masci (1622), ai Cappelletti di Rieti (1631). Il borgo di Goriano Valli nel 1185 appartenne ai Sichenale e Ruggero, nel 1269 risultava fiscalmente nella proprietà aquilana. L'abitato nel 1324 era tornato a far parte della diocesi Aquilana, essendo prima di Corfinio. Nel 1570 fu feudo del barone Battista de Benedetti, nel 1591 fu di Girolamo Colucci, e da lui lasciato a Consalvo e Rodesico di Colle di Aldana. Con la ripartizione territoriale da dopo il 1806 al 1860, Tione fece parte dell'Abruzzo Ulteriore Secondo, nel Distretto di Aquila, inglobato nel circondario di San Demetrio. Dal 1861 in poi divenne comune autonomo, cambiando nel 1928 il proprio nome in "Tione degli Abruzzi" per distinguerlo dall'omonimo comune trentino, e accorpò nella sua amministrazione i borghi di Goriano, Pagliare e Santa Maria del Ponte, quest'ultimo solo nel 1954, poiché in precedenza appartenente al confinante comune di Fontecchio.

### Simboli
Lo stemma del Comune di Tione degli Abruzzi è stato concesso con decreto del presidente della Repubblica del 7 marzo 2005.
(D.P.R. 07.03.2005)
Il gonfalone è un drappo di giallo con la bordatura di azzurro.

## Monumenti e luoghi d'interesse

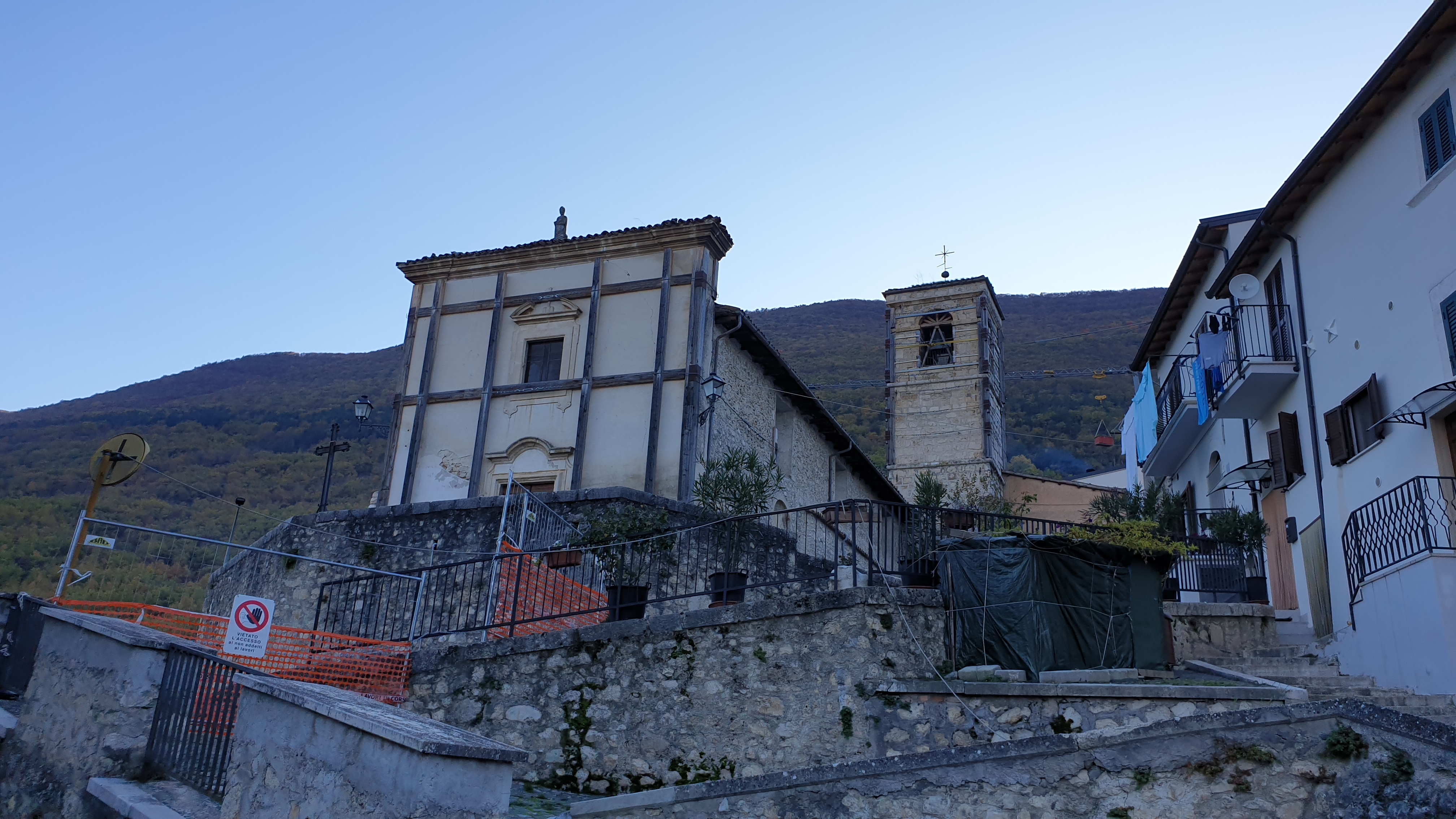
Chiesa di San Nicola

### Architetture religiose
- Chiesa parrocchiale di San Nicola di Bari: sorge nel rione omonimo, ai piedi della torre del castello. Viene documentata sin dal 1393, anche se l'aspetto medievale oggi è quasi scomparso per il rifacimento barocco. La facciata è molto semplice, in intonaco bianco, con portale decorato da timpano curvilineo, sormontato da finestrone centrale. Questo è decorato da un timpano seicentesco spezzato; il campanile laterale è turrito. L'interno a navata unica conserva oltre all'importante altare maggiore, degli altari laterali, un fonte battesimale medievale, statue lignee settecentesche e l'affresco rinascimentale della Madonna col Bambino.

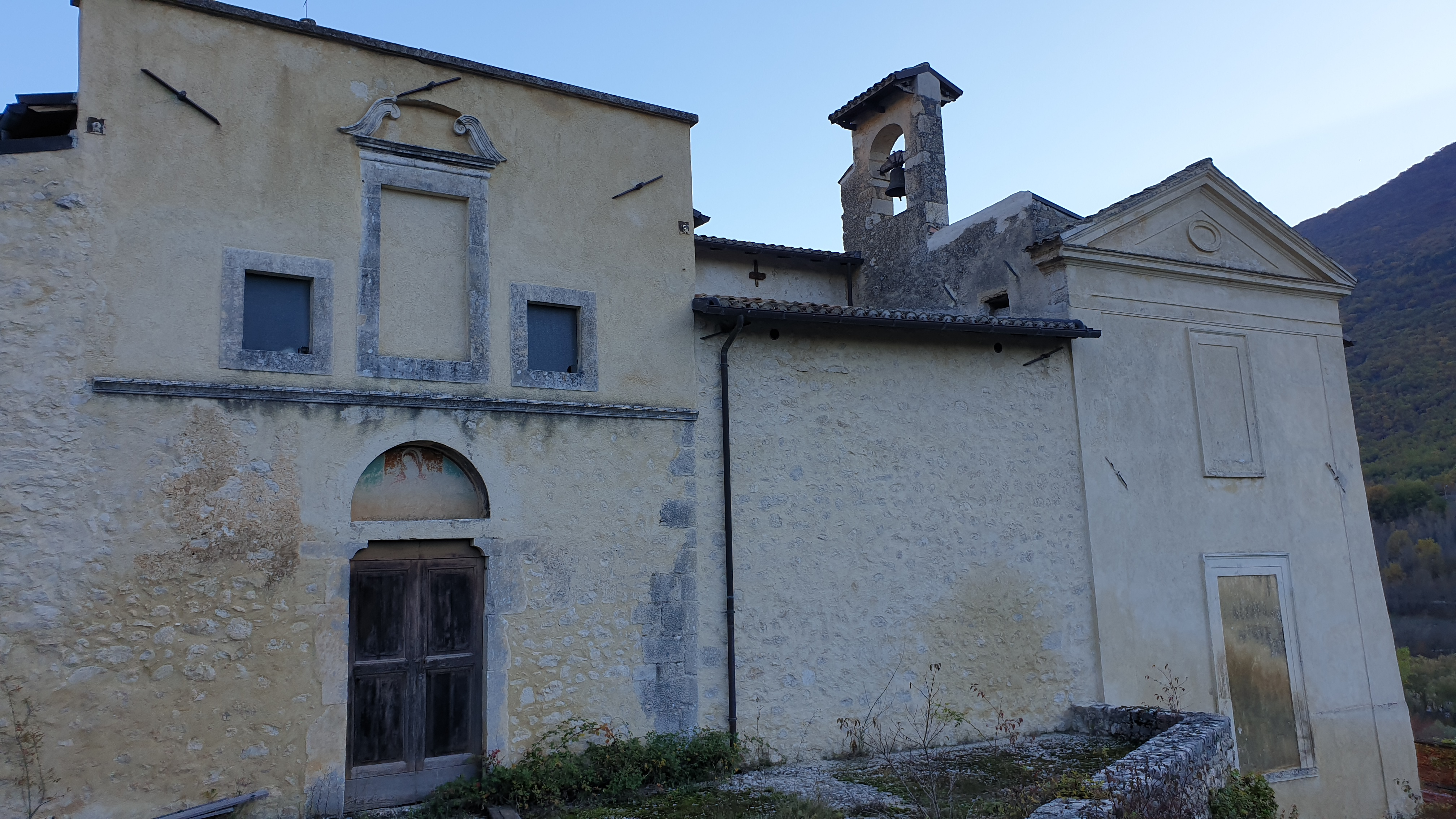
Chiesa di Santa Maria del Ponte

- Collegiata di Santa Maria del Ponte: è l'edificio religioso più importante di Tione, e sorge ai piedi del borgo omonimo. Secondo alcune tradizioni locali,  la chiesa sarebbe stata edificata sopra un tempio romano tra nel VI secolo circa, ma fondamentalmente non esistono documenti sulla sua reale origine. Forse fu ricostruita dai padri Equiziani nell'XI secolo, discepoli di Sant'Equizio di Pizzoli, che insieme a San Benedetto fondò il monachesimo occidentale. Delle bolle papali la citano nel XII secolo, facente parte di un complesso monastico con convento, collocata nella diocesi di Valva e Sulmona. Documentata sin dal 1138, subì diversi ampliamenti tra il XV secolo e il XVII secolo. In questo periodo inoltre passò alla diocesi aquilana, costituitasi nel 1257. Dopo i restauri del 1967, la chiesa risulta priva di numero opere d'arte, che per sicurezza sono state traslate nel Museo Nazionale d'Abruzzo a L'Aquila, come ad esempio il famoso Trittico di Beffi.
La facciata è in stile romanico gotico, e riporta sul muro un affresco della Vergine, del XIV secolo. Originalmente il convento era molto piccolo, a navata unica, ma i diversi ampliamenti allargano la pianta a tre navate, operazione che inglobò anche l'abside romanica. Le opere rimaste sono un paliotto dell'altare maggiore, del Trecento, con l'insegna dell'Agnus Dei, e un'iscrizione a caratteri gotici che riporta la data 1333. Ci sono altri altari laterali dedicati a San Pietro, a Sant'Agata, alla Madonna della Neve e a San Giuseppe. L'elemento antico conservato ancora è l'acquasantiera medievale in pietra, con 4 teste di agnelli attorno al pilastro principale.
Esternamente la chiesa ha pianta rettangolare, con il convento a pianta quadrata, e una facciata barocca molto semplice e sobria, che conserva solo il portale romanico.

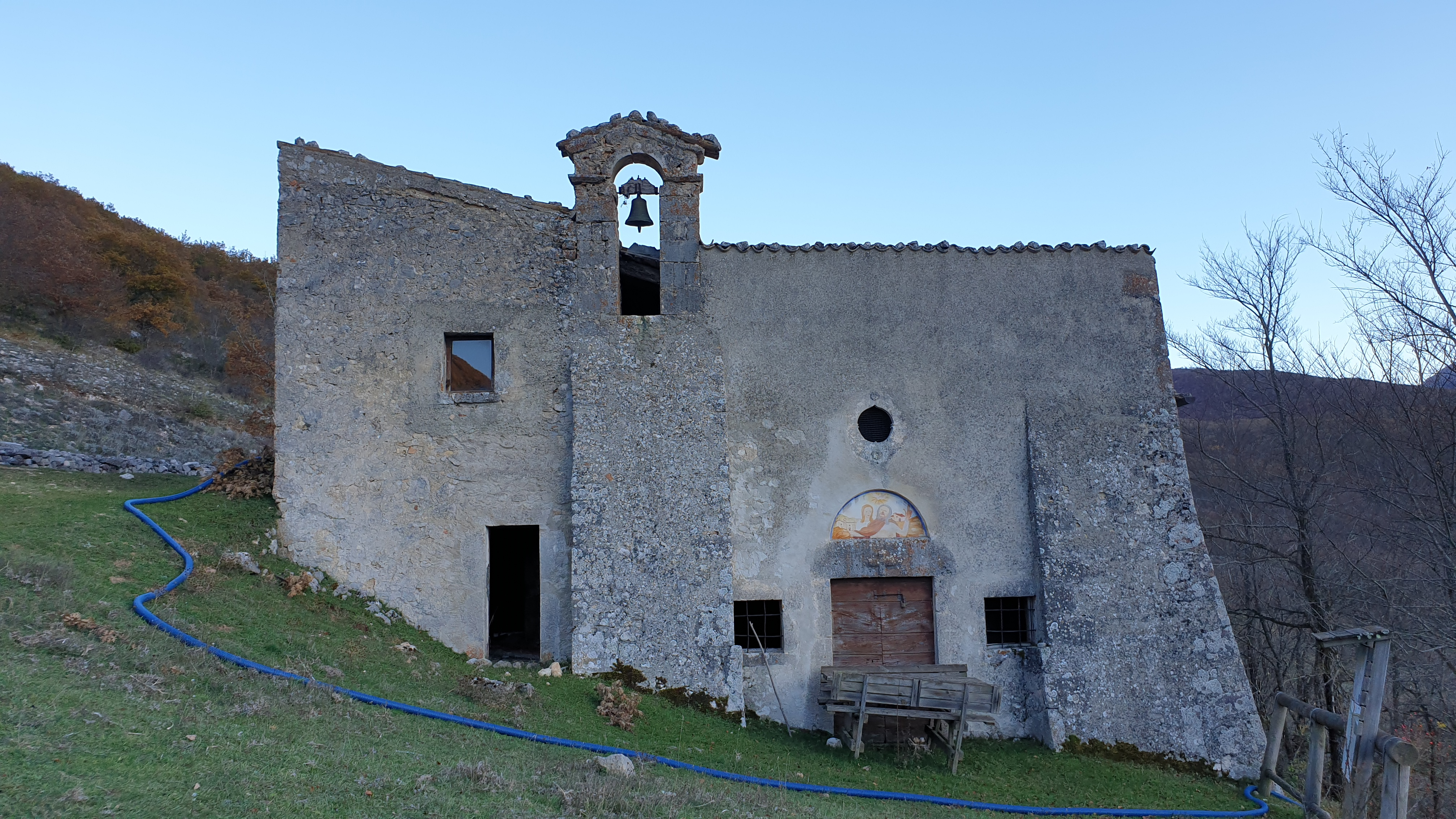
Chiesa della Santissima Trinità

- Chiesa della Santissima Trinità: chiesa principale di Pagliare, risale al Medioevo, ma è stata rimaneggiata più volte, tanto da apparire all'esterno come una chiesa povera, la cui facciata lascia intendere che fosse più grande, visto il bastione del campanile. L'unico elemento decorativo è il portalino romanico ad arco a tutto sesto, mentre l'interno conserva perfettamente degli affreschi rinascimentali. La chiesa ospita una processione, che consiste nel percorre il sentiero scosceso del borgo fino al tempio, dove si celebra la santa messa, durante la quale viene distribuita la tradizionale "panetta benedetta", che dovrebbe portare serenità alla comunità. La processione successivamente fa ritorno a Pagliare, dove si svolge la festa.
- Chiesa di San Vincenzo: si trova nella parte bassa di Tione. Il culto di san Vincenzo martire fu ufficializzato il 6 aprile 1826 con la bolla pontificia del Cardinale Zurla, e alcune reliquie del santo vennero portate dal cimitero di San Ciriaco a Roma e portate a Tione. Durante il viaggio presso Carsoli, il feretro fu fermato dai doganieri che chiedevano il dazio di passaggio. Un violento temporale, secondo la leggenda, mise in fuga i doganieri, mentre sopra il feretro non cadde alcuna goccia e il miracolo si protrasse fino a Tione, dove il raccolto fu salvo dalla burrasca.
Le reliquie sono conservate in un sepolcro, con teca di vetro e legno, ornato da quattro angeli, opera di Angelo Quaianni (1866). La chiesetta del santo è tardo-barocca, molto semplice, con facciata neoclassica.
- Chiesa di Santa Giusta: risale al XII secolo, posta su un colle fuori dal centro cittadino, e i suoi castellani contribuirono alla costruzione del quarto aquilano di San Giorgio, poi Santa Giusta, insieme agli abitanti di Bazzano, ponendo il nome della santa all'attuale chiesa di Santa Giusta, una delle più belle della città aquilana. La chiesa di Goriano infatti ha molte analogie con questa chiesa. Ha pianta rettangolare con tre navate, e una facciata conservata nello stile romanico. Ha coronamento orizzontale, tipico del romanico aquilano, e tre portali con lunetta a tutto sesto, dei quali quello maggiore sta al centro, mostrante un timpano sotto la lunetta di fattezze rinascimentali. In asse col portale maggiore c'è il simbolo dell'ordine di San Bernardino e un oculo per far arrivare la luce all'interno.
- Convento di San Giorgio: si trova nel cimitero di Goriano. Risale al 1607, fondato dai Frati Minori Cappuccini, ed è stato sconsacrato nel 1866, divenendo semplice chiesa. la pianta quadrata racchiude la piccola chiesa a navata unica: si conservano un coro ligneo barocco, mentre nel chiostro ci sono affreschi tardo-rinascimentali. Il convento è adibito a Centro di volontariato e ostello, gestito da Legambiente.

Chiesa di San Gaetanosi trova nel centro di Goriano Valli, ha facciata settecentesca, l'interno del XV secolo a tre navate e abside semicircolare, conserva un ciclo di affreschi rinascimentali attribuito al pittore aquilano Saturnino Gatti.

### Architetture militari

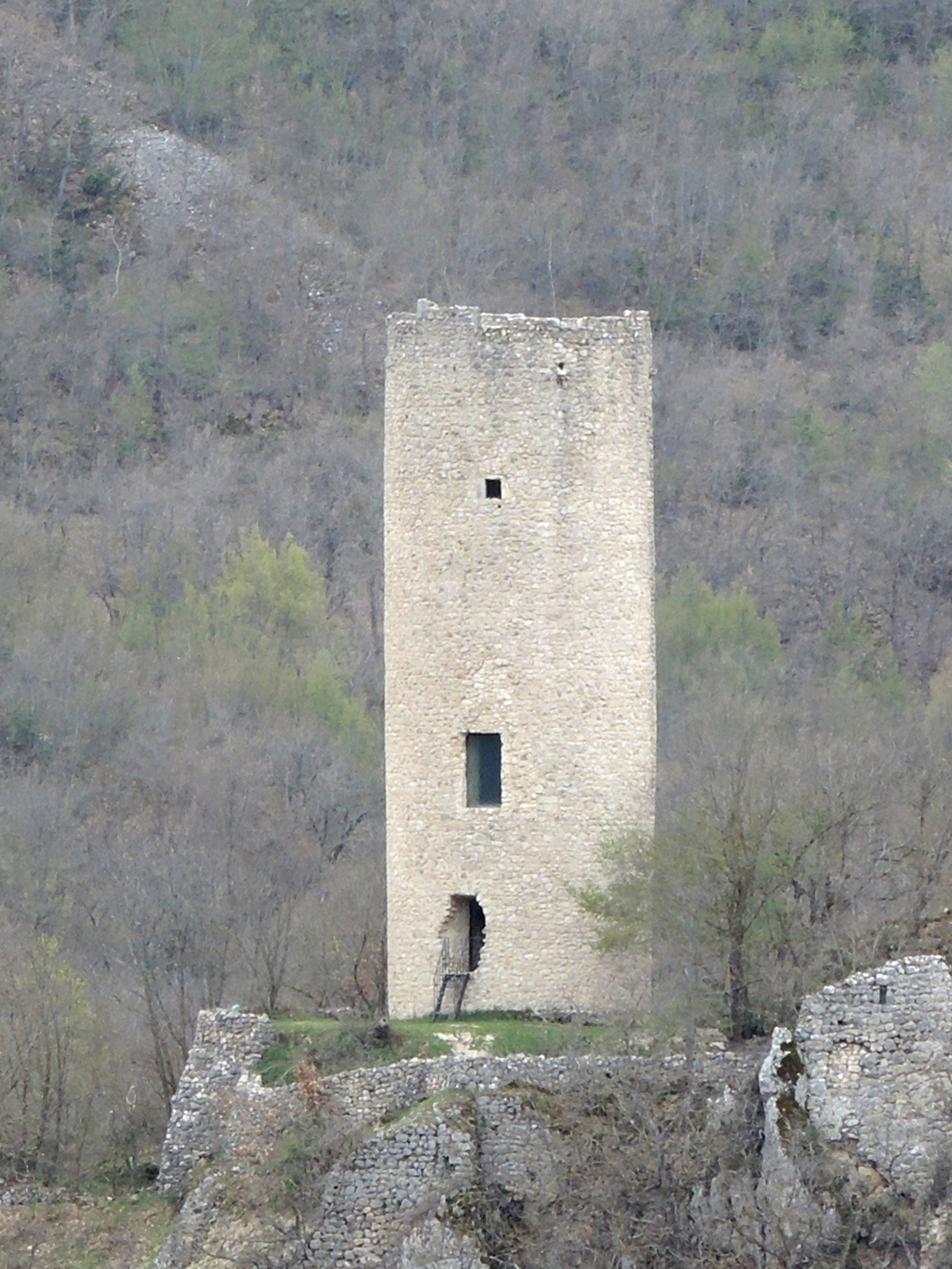
Torre di Goriano Valli

- Torre di Goriano Valli: si trova fuori dall'abitato, presso un burrone che comunica con il borgo medievale di Beffi (comune di Acciano). La torre di avvistamento fu edificata a scopo militare nel XII secolo circa, ha pianta circolare, con struttura a canna, del diametro di 6,72 m.[7] La torre è stata realizzata con vani sovrapposti creati con struttura lignea e in muratura, con volte e botte. L'ingresso era posto al primo piano, da dove si poteva ritirare la scala. Più che carattere difensivo, la struttura serviva per il controllo della vallata. Si sviluppa su un'altezza di 22,70 metri, con luce interna di 2,72 metri su 4 livelli comunicanti tra loro mediante scaletta di legno. La sommità aveva probabilmente merlature, oggi scomparse.
- Torre del castello o dell'orologio: si trova nella parte più alta di Tione, fatta erigere nel XIV secolo con funzione di avvistamento lungo il perimetro murario oggi scomparso. La torre ha pianta quadrata con ingresso rialzato a est, insieme a bastioni. Dopo il 1951 in seguito a un intervento di restauro, è stato aperto un ingresso alla base. Ha altezza di circa 20 metri, suddivisa in 4 piani comunicanti, con solai in legno, e copertura del tetto in cemento armato. La torre ha funzione civica, poiché nell'800 vi fu montato un orologio.
- Goriano Valli: il paese medievale-rinascimentale è composto da tre nuclei, collegati dal colle della chiesa di Santa Giusta. Il borgo più a ovest è detto villa Venditti, il secondo, a nord è detto villa Cavallone. Il terzo borgo, il più grande: villa Grande, attraversato da via IV Novembre, comprende il palazzo signorile di rappresentanza e la chiesa madre.
- Santa Maria del Ponte: sorge in una piccola altura di fronte a Tione, sopra la collegiata omonima. Il borgo aveva perimetro murario, oggi scomparso, mantenendo però l'aspetto circolare. Delle mura rimane solo la porta gotica presso la chiesa madre del paese.

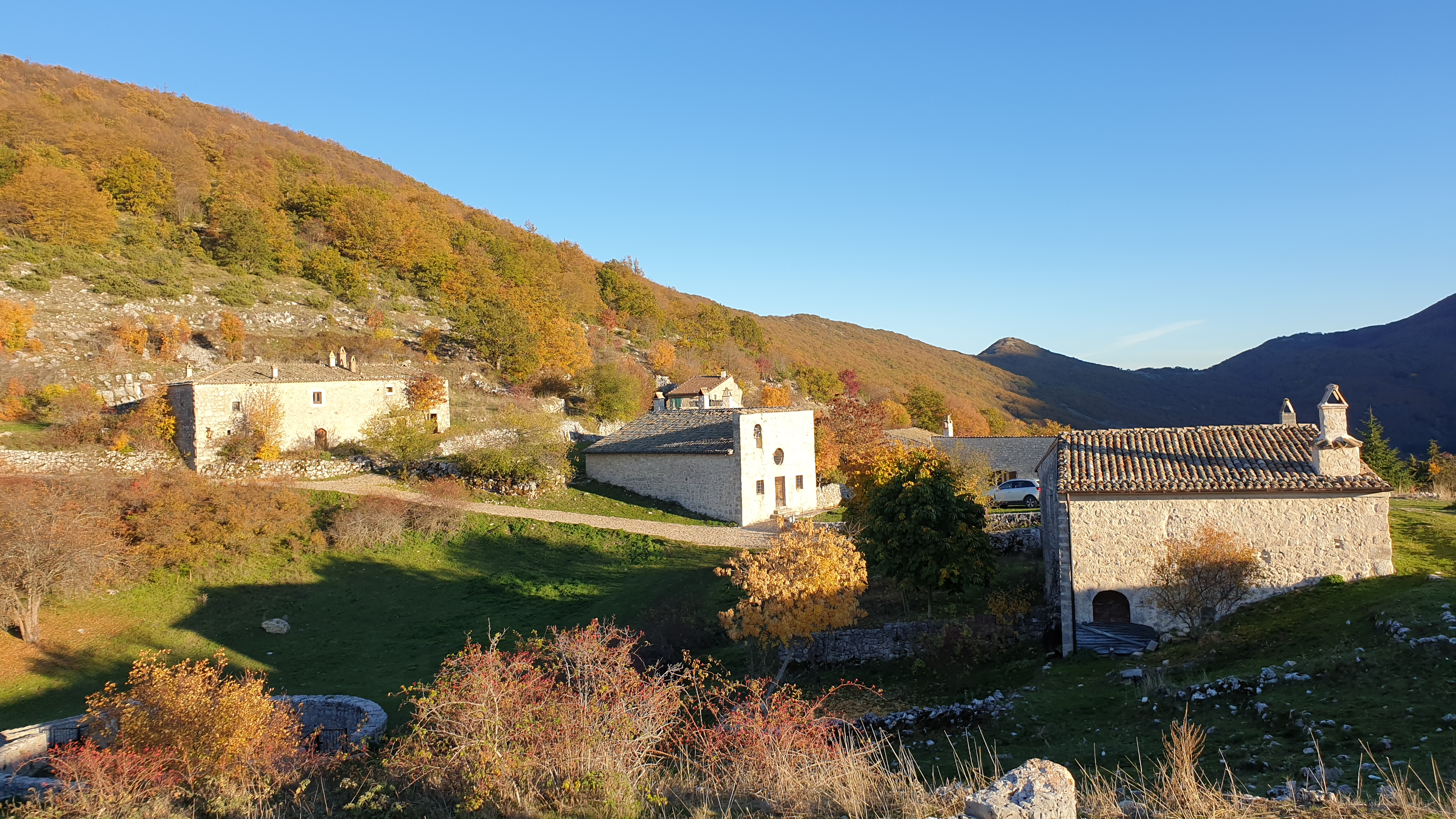
Pagliare di Tione

- Pagliare di Tione: casali sparsi composti da povere case di contadini, perfettamente conservate nello stile medievale. Furono fondati come un insediamento pastorale, da cui il termine "pagliare". Si trova tra Colle Alto e Colle Bella Veduta, su uno sperone roccioso allungato. Le costruzioni sono molto semplici, simili a quelle dei masi del Trentino, residenze destinate a ospitare pastori, contadini e stalle per il fieno e le bestie da soma, realizzate in pietra calcarea a pianta quadrata o rettangolare.

Lo schema di costruzione è più o meno simile: due locali sovrapposti, ossia il piano terra con le stalle e quello superiore usato come fienile e giaciglio per i pastori. Il borgo esisteva già nel XV secolo, al centro del campo boario si trova un pozzo a vasca per la raccolta dell'acqua, ristrutturato nel 2006, a forma cilindrica, poiché il problema della zona impervia è la scarsità d'acqua. I monumenti principali del luogo sono la chiesa della Trinità e la chiesetta rurale della Madonna di Loreto.

## Società

### Evoluzione demografica
Abitanti censiti

## Infrastrutture e trasporti

### Strade
La principale arteria stradale del territorio comunale è la strada regionale 261 Subequana, che lambisce la frazione di Santa Maria del Ponte, e collega il comune da un lato a L'Aquila e dall'altro ad Avezzano, Sulmona e Pescara. La strada provinciale n. 46 "di Tione" collega il capoluogo comunale da un lato alla SR 261 e dall'altro al confinante comune di Secinaro, mentre la strada provinciale n. 45 "di Fontecchio" lo collega al comune omonimo.

### Ferrovie
La parte di fondovalle del territorio comunale è attraversata dalla ferrovia Sulmona-L'Aquila che serviva il comune con la fermata di Tione degli Abruzzi, aperta nel 1936 ma attualmente senza traffico passeggeri. È posta a metà strada tra il capoluogo comunale e la frazione di Santa Maria del Ponte, dai quali dista circa 1,3 km.

## Amministrazione
| Periodo           | Periodo           | Primo cittadino    | Partito                                     | Carica                    | Note   |
| ----------------- | ----------------- | ------------------ | ------------------------------------------- | ------------------------- | ------ |
| 6 giugno 1993     | 26 aprile 1997    | Tullio Camilli     | Lista Civica                                | Sindaco                   | [ 9 ]  |
| 27 aprile 1997    | 12 maggio 2001    | Pietro Tronca      | Lista Civica di Centro-sinistra             | Sindaco                   | [ 10 ] |
| 13 maggio 2001    | 25 maggio 2003    | Luca Claudio Crisi | Lista Civica                                | Sindaco                   | [ 11 ] |
| 26 maggio 2003    | 13 giugno 2004    | Franca Ferraro     |                                             | Commissario straordinario | [ 12 ] |
| 14 giugno 2004    | 4 ottobre 2009    | Alvio Vespa        | Lista Civica                                | Sindaco                   | [ 13 ] |
| 5 ottobre 2009    | 29 marzo 2010     | Gianluca Braga     |                                             | Commissario straordinario | [ 14 ] |
| 30 marzo 2010     | 24 marzo 2015     | Tullio Camilli     | Lista Civica Ricostruzione e rinascita      | Sindaco                   | [ 15 ] |
| 25 marzo 2015     | 30 maggio 2015    | Franca Ferraro     |                                             | Commissario straordinario | [ 16 ] |
| 31 maggio 2015    | 21 settembre 2020 | Tullio Camilli     | Lista Civica Per il Bene comune             | Sindaco                   | [ 17 ] |
| 22 settembre 2020 |                   | Stefania Mariani   | Lista Civica "Unità Rinnovamento Progresso" | Sindaco                   |        |